# Thatcheriasyrinx orientis
Thatcheriasyrinx orientis é uma espécie de gastrópode do gênero Thatcheriasyrinx, pertencente a família Raphitomidae.